# Veauche
Veauche település Franciaországban, Loire megyében. Lakosainak száma 8984 fő (2022. január 1.). Veauche Chambœuf, Andrézieux-Bouthéon, Rivas, Saint-Bonnet-les-Oules és Veauchette községekkel határos.

## Népesség
A település népessége az elmúlt években az alábbi módon változott:
| Lakosok száma | 3197 | 5706 | 7282 | 8276 | 8698 | 8852 | 8984 | 8973 | 9001 | 8984 |
|               | 1968 | 1982 | 1990 | 2006 | 2013 | 2015 | 2017 | 2019 | 2020 | 2022 |